# 뮐러 힌튼 배지

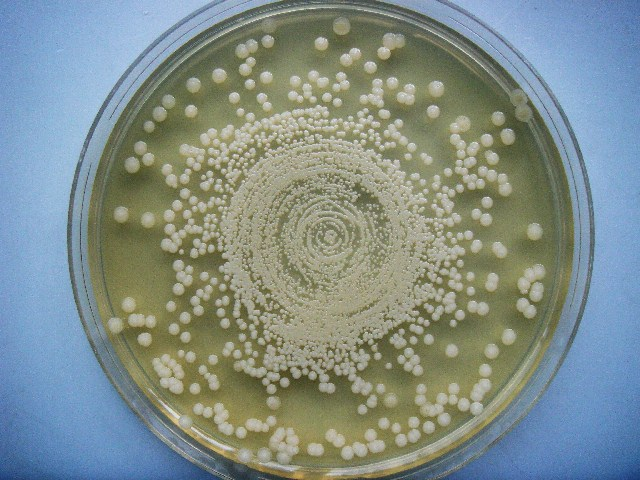
72시간 배양 후 Mueller-Hinton 한천에서 Burkholderia pseudomallei 의 균락.

뮐러-힌튼 배지(Mueller-Hinton agar)는 항생제 감수성 테스트, 특히 디스크 확산 테스트에 일반적으로 사용되는 미생물 성장 배지이다. 또한 나이세리아(Neisseria) 및 모락셀라(Moraxella)에 속하는 종을 분리하고 유지하는 데 사용된다.

## 구성
일반적으로 성분은 다음과 같다.
- 쇠고기 추출물(beef extract) 2.0g
- 카제인 가수분해물(casein hydrolysate) 17.5g
- 전분(starch) 1.5g
- 한천(agar) 17.0g
- 증류수(distilled water) 1리터.
- pH는 25 °C에서 중성으로 조정[1]

연쇄상구균 및 캄필로박터 종에 대한 감수성 테스트를 수행할 때 5% 혈액 배지 및 니코틴아미드 아데닌 디뉴클레오티드를 추가할 수도 있다.

## 특성
이 배지는 항생제 사용에 탁월한 몇 가지 특성을 가지고 있다. 우선, 비선택적, 비차별적 배지기 때문에 접종된 거의 모든 유기체가 생장한다. 또한 전분을 함유하고 있다. 전분은 박테리아에서 방출되는 독소를 흡수하여 항생제를 방해하지 않는 것으로 알려져 있다. 둘째, 느슨한(loose) 한천배지로, 대부분의 다른 플레이트보다 항생제가 더욱 잘 확산된다. 항생제가 배지에서 잘 확산되면 억제 영역(zone of inhibition)이 더욱 정확하게 나타난다.

## 개발
뮐러-힌튼 배지(Mueller-Hinton)는 미생물학자 존 하워드 뮐러(John Howard Mueller) 와 하버드 대학의 수의과학자 제인 힌튼(Jane Hinton)이 임균 및 수막구균 배양용으로 공동 개발했다. 그들은 1941년에 이 방법을 공동 출판했다.